# Монро (окръг, Арканзас)
Вижте пояснителната страница за други значения на Монро.
Окръг Монро (на английски: Monroe County) е окръг в щата Арканзас, Съединени американски щати. Площта му е 1608 km², а населението - 8518 души. Административен център е град Клеръндън.